# 벨라루스어 아랍 문자

벨라루스어 아랍 문자는 아랍 문자를 기반으로 하여 벨라루스어를 적기 위해 15(혹은 16)세기경에  개발된 문자이다. 28개의 문자로 이뤄져 있으며 벨라루스어에 맞게 고쳐졌다.
- 부드러운 «дз» 와 «ц» 소리를 위해서

와 
를 사용한다.
이것들은 18-20세기에 사용되었던 문자이다.
- «ж», «ч», «п» 같은 아랍어에 없는 문자를 위해서

를 사용한다.
이것들은 페르시아어에서도 사용되었던 문자이다.
- «ў»를 위한 별도의 문자는 없었고, «в»와 같은 문자를 사용한다.

벨라루스어 아랍 문자의 사용자들은 립카 타타르족이었다. 이들은 14-16세기에 걸쳐서 그들의 언어 대신 벨라루스어 아랍 문자로 쓰여진 고대 벨라루스어를 사용하기 시작하였다. 아랍 문자로 적힌 폴란드어도 있지만 17세기 이전에는 쓰이지 않았다.
| 키릴 문자 | 로마자 | 아랍 문자 |
| Б, б      | B, b   | ب         |
| Ц, ц      | C, c   | ࢯ         |
| Ч, ч      | Č, č   | چ         |
| Х, х      | CH, ch | ح         |
| Д, д      | D, d   | د         |
| ДЖ, дж    | DŽ, dž | ج         |
| Ф, ф      | F, f   | ف         |
| Ґ, ґ      | G, g   | غ         |
| Г, г      | H, h   | ه         |
| Й, й      | J, j   | ى         |
| К, к      | K, k   | ق         |
| Л, л      | Ł, ł   | ل         |
| М, м      | M, m   | م         |
| Н, н      | N, n   | ن         |
| П, п      | P, p   | پ         |
| Р, р      | R, r   | ر         |
| С, с      | S, s   | ص         |
| Ш, ш      | Š, š   | ش         |
| Т, т      | T, t   | ط         |
| Ў, ў      | Ŭ, ŭ   | و         |
| В, в      | V, v   | و         |
| З, з      | Z, z   | ض         |
| Ж, ж      | Ž, ž   | ژ         |
| ЦЬ, ць    | Ć, ć   | س         |
| ДЗЬ, дзь  | DŹ, dź | ࢮ         |
| ЛЬ, ль    | L, l   | ل         |
| НЬ, нь    | Ń, ń   | ن         |
| СЬ, сь    | Ś, ś   | ث         |
| ЗЬ, зь    | Ź, ź   | ز         |
| ТЬ, ть    | TJ, tj | ت         |
| КЬ, кь    | KJ, kj | ك         |
| '         | -      | ع         |
| Ь, ь      | -      | -         |

## 같이 보기
- 라친카
- 아레비차

## 참고
- Д-р Я. Станкевіч. Беларускія мусульмане і беларуская літаратура арабскім пісьмом. [Адбітка з гадавіка Беларускага Навуковага Таварыства, кн. I.] – Вільня : Друкарня Я. Левіна, 1933 ; Менск : Беларускае коопэрацыйна-выдавецкае таварыства ″Адраджэньне″, 1991 [факсімільн.]. – 3-е выд.